# Serviciul Aerian Special
Serviciul Aerian Special (Special Air Service - SAS) este o unitate specială a Armatei Britanice. A fost înființată sub forma unui regiment în anul 1941 de către David Stirling, iar în 1950 a fost reconstituită sub forma unui corp de armată. Este considerată ca fiind una dintre cele mai bune și mai bine antrenate unități militare din lume. E specializată în contraterorism, recuperare de ostatici, atacuri, raiduri sau misiuni sub acoperire de recunoaștere. Acțiunile sale sunt strict clasificate, nefiind comentate nici măcar de către Guvernul Marii Britanii sau Ministerul Apărării.
Unitatea s-a înființat în timpul celui de-Al Doilea Război Mondial și a avut mai multe raiduri asupra liniilor germane din Africa de Nord, având și colaborări cu unități străine, mai ales franceze și grecești. La finalul campaniei din deșert, unitatea a revenit în Marea Britanie și a fost restructurată pentru implicarea în operațiunile de eliberare a Europei în zona de sud (Italia), apoi înspre nord (Franța, Belgia, Olanda).
Desființată la finalul războiului, unitatea a fost recreată în 1947.
Deviza sa este «Who Dares Wins» («Cine îndrăznește câștigă»).